# موش فلوریدا
موش فلوریدا (نام علمی: Podomys floridanus) نام یک گونه از زیرخانواده جنگلی‌موشیان است.